# 1963-as kupagyőztesek Európa-kupája-döntő
Az 1963-as kupagyőztesek Európa-kupája-döntő a harmadik KEK-döntő volt. A trófeáért a spanyol Atlético Madrid, és az angol Tottenham Hotspur mérkőzött a rotterdami Feijenoord Stadionban. A mérkőzést 5–1-re az angol csapat nyerte.

## A mérkőzés
| 1963. május 15. 17:00 |

| Tottenham Hotspur                       | 5–1   | Atlético Madrid       |
| --------------------------------------- | ----- | --------------------- |
| Greaves 16' 80' White 35' Dyson 67' 85' | (2–0) | Collar 47' (11-esből) |

| Feijenoord Stadion, Rotterdam Nézőszám: 49 000 Játékvezető: Andries van Leeuwen (holland) |

| TOTTENHAM HOTSPUR: |   |                    |
|                    |   |                    |
| GK                 | 1 | Bill Brown         |
| DF                 |   | Peter Baker        |
| DF                 |   | Maurice Norman     |
| DF                 |   | Ron Henry          |
| DF                 |   | Danny Blanchflower |
| MF                 |   | Tony Marchi        |
| MF                 |   | Cliff Jones        |
| FW                 |   | John White         |
| FW                 |   | Bobby Smith        |
| FW                 |   | Jimmy Greaves      |
| FW                 |   | Terry Dyson        |
| Vezetőedző:        |   |                    |
| Bill Nicholson     |   |                    |

| ATLETICO MADRID: |   |                              |
|                  |   |                              |
| GK               | 1 | Edgardo Madinabeytia         |
| DF               |   | Feliciano Rivilla            |
| DF               |   | Jorge Griffa                 |
| DF               |   | José Antonio Rodríguez López |
| DF               |   | Ramiro                       |
| MF               |   | Jesús Glaría                 |
| MF               |   | Miguel Jones                 |
| FW               |   | Adelardo Rodríguez           |
| FW               |   | Chuzo                        |
| FW               |   | Mendonça                     |
| FW               |   | Enrique Collar               |
| Vezetőedző:      |   |                              |
| Sabino Barinaga  |   |                              |

| Az 1962–1963-as kupagyőztesek Európa-kupája győztese |
| ---------------------------------------------------- |
| Tottenham Hotspur 1. cím                             |